# Kundrathur
Kundrathur is a town no distrito de Kancheepuram, no estado indiano de Tamil Nadu.

## Demografia
Segundo o censo de 2001,  Kundrathur  tinha uma população de 25,028 habitantes. Os indivíduos do sexo masculino constituem 50% da população e os do sexo feminino 50%. Kundrathur tem uma taxa de literacia de 72%, superior à média nacional de 59.5%: a literacia no sexo masculino é de 79% e no sexo feminino é de 64%. Em Kundrathur, 11% da população está abaixo dos 6 anos de idade.